# Nintendo Switch
Nintendo Switch (яп. ニンテンドースイッチ Нинтэндоː Суитти) — гибридная игровая консоль, разработанная японской корпорацией Nintendo. Nintendo Switch совмещает в себе свойства домашней игровой приставки и портативной игровой системы и может использоваться в обоих качествах. На этапе разработки Nintendo Switch носила кодовое название «Nintendo NX», была впервые продемонстрирована в октябре 2016 года и выпущена в продажу во всём мире 3 марта 2017 года, кроме Китая, в Китае консоль вышла 10 декабря 2019 года.
Nintendo Switch может работать как домашняя игровая приставка — в этом случае основное устройство приставки вставляется в специальную док-станцию, присоединённую к телевизору, и экран телевизора используется как средство вывода. Вне док-станции Nintendo Switch использует собственный сенсорный ЖК-экран — игрок может держать консоль в руках и взаимодействовать с ней как с планшетным компьютером либо разместить на столе перед несколькими участвующими в игре игроками, как миниатюрный телевизор. Беспроводные контроллеры Joy-Con («джойконы»), входящие в комплект с консолью и продающиеся отдельно, также можно использовать разными способами: прикрепить к обеим сторонам консоли для игры в портативном режиме, вставить их в аксессуар Grip, чтобы получить форму традиционного геймпада для домашней консоли, или использовать их отдельно от консоли, подобно Wii Remote. 
Консоль не использует блокировку по региону.
Nintendo Switch Lite, выпущенная в 2019 году, отличается от обычной Switch отсутствием отсоединяемых контроллеров Joy-Con и док-станции — все элементы управления в этой более дешёвой версии Switch встроены в единый корпус, и она рассчитана только на работу в портативном режиме.
В 2021 году была выпущена Nintendo Switch OLED — улучшенная версия Nintendo Switch с обновлённым дисплеем, использующим технологию OLED. В этой версии также была усовершенствована эргономика и качество сборки корпуса, а также улучшена док-станция — на ней появился выход Ethernet.

## История

### Предыстория
В 2009 году у Nintendo были рекордные доходы, чистые продажи и прибыль благодаря выпуску приставок Wii и Nintendo DS в 2006 и 2004 годах соответственно, однако в последующие годы доходы Nintendo сократились. С выпуском Wii U в 2012 году компания понесла убытки впервые с момента своей переориентации на видеоигры. Газета The New York Times связала снижение финансовых прогнозов на 2014 год со слабыми продажами аппаратного обеспечения по сравнению с мобильными играми. Ранее Nintendo колебалась по поводу выхода на этот рынок, и её президент Сатору Ивата считал, что корпорация «перестанет быть Nintendo» и потеряет свою идентичность, если пойдёт в этом направлении. Примерно за три года до анонса Switch Ивата, Тацуми Кимисима, Гэнъё Такэда и Сигэру Миямото разработали стратегию по обновлению бизнес-модели Nintendo, которая включала выход на рынок мобильных устройств, создание нового аппаратного обеспечения и «максимизацию [их] интеллектуальной собственности». До своей смерти Ивате удалось заключить деловой союз с японским оператором мобильной связи DeNA для разработки мобильных игр на основе франшиз Nintendo, полагая, что такой подход не поставит под угрозу их целостность. После смерти Иваты в июле 2015 года Кимисима был назначен президентом Nintendo, а Миямото был повышен до звания «Творческий партнёр» (англ. Creative Fellow).

### Разработка
Первоначальная концепция Switch зародилась вскоре после выхода Wii U в 2012 году. Кимисима заявил, что Nintendo не хотела создать «просто преемника» Nintendo 3DS или Wii U, компания думала над тем, «какой новый опыт они могут предложить». В интервью газете «Асахи симбун» Кимисима заявил, что Switch была разработана для того, чтобы предоставить «новый способ игры», который «оказал бы большее влияние, чем Wii U». Президент и операционный директор Nintendo of America Реджи Фис-Эме заявил, что приставка должна быть привлекательна как устройство, предоставляющее геймерам возможность играть дома или в дороге и позволить разработчикам создавать новые типы игр.
По словам Синъи Такахаси, одним из источников вдохновения дизайна Switch стали отзывы игроков относительно Wii Remote. После выпуска таких игр, как Wii Sports и Wii Fit, игроки спрашивали у Nintendo, может ли компания сделать Wii Remote в меньшем форм-факторе, потенциально привязывая его к частям тела. Это заставило Nintendo задуматься о том, что может обеспечить контроллер меньшего фактора, относительно как аппаратного обеспечения, так и игрового процесса. Это привело к идее приставки, которая была бы достаточно компактна вместе с новыми контроллерами, чтобы быть портативной. Другие концепции также зародились из отзывов потребителей, которые были критичны по отношению к Wii U. Фис-Эме сказал, что игроки часто критиковали Wii U за то, что хоть им и нравилось пользоваться контроллером Wii U GamePad, они хотели бы играть в игры на нём где угодно. Это вдохновило Nintendo на разработку домашней приставки, которую игрок мог бы брать с собой куда угодно.
По словам Синъи Такахаси и Ёсиаки Коидзуми, генерального директора Nintendo Entertainment Planning & Development Division (EPD) и его заместителя, Nintendo хотела удовлетворить потребности рынка в устройстве, на котором игроки могли бы играть как в «неторопливые» игры, так и в «глубокие», что преодолело бы поляризацию игрового рынка. Такахаси считал, что дизайн Switch учитывал культурные различия между геймерами Запада и Японии, в особенности школьниками. В то время как японские студенты обычно проводили много времени после школы со сверстниками, и игры были важной частью этой социализации, западные школьники имели более загруженный график, ограничивающий живое общение. В результате было решено, что портативные возможности Switch смогут удовлетворить оба образа жизни. В некоторых случаях игры для Switch были разработаны с целью поощрения социальных взаимодействий в группах; например, игра 1-2-Switch требовала от игроков смотреть друг на друга, а не на экран. Кимисима утверждал, что, поскольку Nintendo занимается индустрией развлечений, она рассматривает игры для Switch, которые способствуют приятному общению, как средство достижения их конечной цели. Двумя ключевыми элементами, которые должны были объединить оба рынка, были возможность устройства работать и с телевизором, и в портативном режиме, а также отсоединяемые контроллеры.
Название «Switch» было выбрано не только для обозначения возможности устройства переключаться из ручного режима в режим домашней приставки, но и чтобы показать «идею „переключателя“, который перевернёт и изменит человеческий досуг».

### Анонс и старт продаж
Первые новости о Nintendo Switch появились 17 марта 2015 года, когда Nintendo на пресс-конференции объявила о партнёрстве с японским провайдером мобильных игр DeNA. На данном этапе консоль была представлена под кодовым названием «NX» и описывалась как «совершенно новая концепция». На встрече с инвесторами в апреле 2016 года Nintendo объявила, что планирует выпустить NX во всём мире в марте 2017 года. Несмотря на то, что Nintendo не показала NX на E3 2016, она объявила, что игра The Legend of Zelda: Breath of the Wild, которая первоначально планировалась как эксклюзив для Wii U, будет также выпущена и на NX. На собрании акционеров после конференции Миямото рассказал об опасениях компании о том, что конкуренты скопируют идею NX, если она будет раскрыта слишком рано. В следующем месяце стали появляться слухи о том, что приставка использует чип NVIDIA Tegra и является «гибридным» устройством, то есть способна работать и как домашняя игровая приставка, подключаемая к телевизору как устройству вывода, и как портативная игровая система, подобная планшетным компьютерам. Также появилась информация о том, что Nintendo будет распространять игры для приставок как с помощью картриджей, так и с помощью цифровых загрузок.
20 октября 2016 года Nintendo официально анонсировала приставку Nintendo Switch и опубликовала трейлер, демонстрирующий «гибридность» устройства. На момент выхода трейлера Nintendo не предоставила подробностей о возможностях платформы, и на 2017 год были запланированы мероприятия, на которых должна была появиться более подробная информация. Компания сообщила, что в ознакомительном трейлере не были показаны дополнительные функции. В декабре 2016 года Миямото и Фис-Эме показали приставку Switch на шоу Джимми Фэллона. В дополнение к показу аппаратного обеспечения и функциональности приставки шоураннеру Фэллону была дана возможность сыграть в Breath of the Wild в прямом эфире.
На пресс-конференции в Токио 13 января 2017 года Nintendo раскрыла подробности о Switch, включая технические характеристики, дату запуска и цены по всему миру. На следующий день состоялось мероприятие Nintendo Treehouse, на котором была объявлена стартовая линейка игр для Switch.
Switch был официально выпущен 3 марта 2017 года во всём мире, за исключением некоторых частей Азии, включавших Индию и материковый Китай. Розничная цена в Японии составила 29 980 иен, в Северной Америке — 299,99 долларов США, в Великобритании — 279,99 фунтов стерлингов, а в Австралии — 469,95 австралийских долларов. В России приставка вышла по цене 22 499 рублей. При этом стандартизированные цены для европейского рынка варьировались. В комплект входили сама приставка Switch, док-станция, два контроллера Joy-Con (левый и правый) и ремешки для них, крепление-геймпад для Joy-Con, адаптер переменного тока и кабель HDMI. В момент запуска были доступны два комплекта приставки: один — с серыми Joy-Con, другой — с неоново-красным и синим Joy-Con. Nintendo опасалась, что более высокая цена нанесёт вред продажам, что побудило её не включать в комплект дополнительное оборудование или игры.

### Nintendo Switch Lite
10 июля 2019 года Nintendo анонсировала выход облегчённой и более дешёвой Nintendo Switch Lite. Новая версия консоли лишена съёмных контроллеров Joy-Con и док-станции, а также HD-вибрации. Для некоторых игр нужно докупать отдельную пару Joy-Con. На старте продаж было доступно 5 расцветок: серый, бирюзовый, жёлтый, коралловый (светло-розовый) и синий, а также специальные издания.
Продажи консоли стартовали 20 сентября 2019 года. На тот момент она стоила в США 199 долларов (в России в большинстве магазинов стартовая цена была на уровне 16 499 рублей) без учёта НДС.

### Nintendo Switch OLED
6 июля 2021 года Nintendo анонсировала Nintendo Switch OLED. Новая модель получила увеличенный 7 дюймовый OLED-экран, увеличенную внутреннюю память до 64 ГБ, улучшенный звук и новую подставку с возможностью ставить консоль под любым углом.

## Характеристики
Главный элемент приставки представляет собой планшет с двумя отсоединяемыми контроллерами по бокам; подключение к телевизору производится путём установки консоли в специальную док-станцию.
Консоль использует процессор линейки NVIDIA Tegra.
Nintendo Switch получила разъёмы HDMI и USB Type-C, а также аккумулятор, который обеспечит от 3 до 6 часов игрового процесса в автономном режиме. У консоли нет региональных ограничений; также она получила игровой онлайн-сервис Nintendo Switch Online, бесплатный до сентября 2018 года. Кроме того, Nintendo Switch имеет функцию локального мультиплеера с подключением до восьми консолей по Wi-Fi.
Помимо самой консоли Switch в комплект поставки входит док-станция, пара контроллеров Joy-Con с заглушками для портативного режима, модуль Joy-Con Grip (держатель без возможности подзарядки), HDMI-кабель и адаптер питания. При необходимости можно докупить геймпад Switch Pro Controller и Joy-Con Grip с функцией подзарядки.
Контроллеры Joy-Con получили гироскоп, акселерометр, встроенную инфракрасную камеру и вибромоторы, обеспечивающие систему тактильной отдачи. К контроллерам прилагаются специальные заглушки с петлями для руки, оборудованные дополнительными кнопками. Приставка продаётся в двух вариантах: серые Joy-Con и красный с синим для правого и левого Joy-Con соответственно, также в продаже имеются Joy-Con других цветов. К «громким» релизам игр в продажу поступали кастомизированные наборы консолей и соответствующих игр.
- Вид на док-станцию спереди, сама приставка вставляется в слот сверху
- Задняя часть док-станции, на правой стороне видны два USB порта
- Открытая задняя часть док-станции, внутри находится адаптер питания, порт для HDMI-кабеля и порт USB 3.0 (для подключения USB адаптера Ethernet)
- Вид на док-станцию сверху, виден USB-C коннектор, который соединяет док-станцию с приставкой

## Игры
Игры для данной консоли распространяются на специальных картриджах или загружаются из Nintendo eShop.

#### Стартовая линейка
| Название игры                           | Разработчик                             | Издатель   |
| --------------------------------------- | --------------------------------------- | ---------- |
| The Legend of Zelda: Breath of the Wild | Nintendo EPD                            | Nintendo   |
| 1-2-Switch                              | Nintendo EPD                            | Nintendo   |
| Just Dance 2017                         | Ubisoft                                 | Ubisoft    |
| Skylanders: Imaginators                 | Toys for Bob                            | Activision |
| Snipperclips                            | SFB Games                               | Nintendo   |
| Super Bomberman R                       | Konami Digital Entertainment, HexaDrive | Konami     |
| Puyo Puyo Tetris                        | Sonic Team                              | Sega       |

#### Самые продаваемые игры
Ниже представлен список из 30 самых продаваемых игр для консоли Nintendo Switch.
| #️⃣ | Игра                                           | Проданных копий | Дата выхода      | Жанр                         | Разработчик(и)                 | Издател(и)                   |
| -- | ---------------------------------------------- | --------------- | ---------------- | ---------------------------- | ------------------------------ | ---------------------------- |
| 1  | Mario Kart 8 Deluxe                            | 68,2 млн        | 28 апреля 2017   | Гоночная игра                | Nintendo EPD                   | Nintendo                     |
| 2  | Animal Crossing: New Horizons                  | 47,82 млн       | 20 марта 2020    | Симулятор жизни              | Nintendo EPD                   | Nintendo                     |
| 3  | Super Smash Bros. Ultimate                     | 36,24 млн       | 7 декабря 2018   | Файтинг                      | Bandai Namco Studios Sora Ltd. | Nintendo                     |
| 4  | The Legend of Zelda: Breath of the Wild        | 32,81 млн       | 3 марта 2017     | Action-adventure             | Nintendo EPD                   | Nintendo                     |
| 5  | Super Mario Odyssey                            | 29,28 млн       | 27 октября 2017  | Платформер                   | Nintendo EPD                   | Nintendo                     |
| 6  | Pokémon Scarlet и Violet                       | 26,79 млн       | 18 ноября 2022   | Ролевая игра                 | Game Freak                     | Nintendo The Pokémon Company |
| 7  | Pokémon Sword и Shield                         | 26,72 млн       | 15 ноября 2019   | Ролевая игра                 | Game Freak                     | Nintendo The Pokémon Company |
| 8  | The Legend of Zelda: Tears of the Kingdom      | 21,73 млн       | 12 мая 2023      | Action-adventure             | Nintendo EPD                   | Nintendo                     |
| 9  | Super Mario Party                              | 21,16 млн       | 5 октября 2018   | Игра для вечеринок           | NDcube                         | Nintendo                     |
| 10 | New Super Mario Bros. U Deluxe                 | 18,25 млн       | 11 января 2019   | Платформер                   | Nintendo EPD                   | Nintendo                     |
| 11 | Nintendo Switch Sports                         | 16,27 млн       | 29 апреля 2022   | Спортивный симулятор         | Nintendo EPD                   | Nintendo                     |
| 12 | Ring Fit Adventure                             | 15,22 млн       | 18 октября 2019  | Спортивная игра              | Nintendo EPD                   | Nintendo                     |
| 13 | Pokémon: Let’s Go, Pikachu! и Let’s Go, Eevee! | 15,07 млн       | 16 ноября 2018   | Ролевая игра                 | Game Freak                     | Nintendo The Pokémon Company |
| 14 | Pokémon Brilliant Diamond и Shining Pearl      | 14,92 млн       | 19 ноября 2021   | Ролевая игра                 | ILCA                           | Nintendo The Pokémon Company |
| 15 | Pokémon Legends: Arceus                        | 14,63 млн       | 28 января 2022   | Ролевая игра                 | Game Freak                     | Nintendo The Pokémon Company |
| 16 | Mario Party Superstars                         | 14 млн          | 29 октября 2021  | Игра для вечеринок           | NDcube                         | Nintendo                     |
| 17 | Splatoon 2                                     | 13,3 млн        | 21 июля 2017     | Шутер от третьего лица       | Nintendo EPD                   | Nintendo                     |
| 18 | Luigi’s Mansion 3                              | 12,44 млн       | 31 октября 2019  | Action-adventure             | Next Level Games               | Nintendo                     |
| 19 | Super Mario 3D World + Bowser’s Fury           | 10,82 млн       | 12 февраля 2021  | Платформер                   | Nintendo EPD                   | Nintendo                     |
| 20 | Splatoon 3                                     | 10,13 млн       | 9 сентября 2022  | Шутер от третьего лица       | Nintendo EPD                   | Nintendo                     |
| 21 | Super Mario 3D All-Stars                       | 9,07 млн        | 18 сентября 2020 | Платформер, бандл            | Nintendo                       | Nintendo                     |
| 22 | Super Mario Maker 2                            | 7,89 млн        | 28 июня 2019     | Платформер, редактор уровней | Nintendo EPD                   | Nintendo                     |
| 23 | Monster Hunter Rise                            | 7,7 млн         | 26 марта 2021    | Action/RPG                   | Capcom                         | Capcom                       |
| 24 | Kirby and the Forgotten Land                   | 6,12 млн        | 25 марта 2022    | Платформер                   | HAL Laboratory                 | Nintendo                     |
| 25 | The Legend of Zelda: Link’s Awakening          | 6,08 млн        | 20 сентября 2019 | Action-adventure             | Grezzo                         | Nintendo                     |
| 26 | Mario Tennis Aces                              | 4,28 млн        | 22 июня 2018     | Спортивный симулятор         | Camelot Software Publishing    | Nintendo                     |
| 27 | Clubhouse Games: 51 Worldwide Classics         | 4,22 млн        | 5 июля 2020      | Ролевая игра                 | NDcube                         | Nintendo                     |
| 28 | Donkey Kong Country: Tropical Freeze           | 4,12 млн        | 4 мая 2018       | Платформер                   | Retro Studios                  | Nintendo                     |
| 29 | Hyrule Warriors: Age of Calamity               | 4 млн           | 20 ноября 2020   | Hack and slash               | Omega Force                    | Nintendo Koei Tecmo          |
| 30 | Kirby Star Alies                               | 3,98 млн        | 16 марта 2018    | Платформер                   | HAL Laboratory                 | Nintendo                     |

По состоянию на 31 марта 2023 года на Nintendo Switch было продано более 1,036 миллиарда копий игр.